# 도쿄도도 제482호선

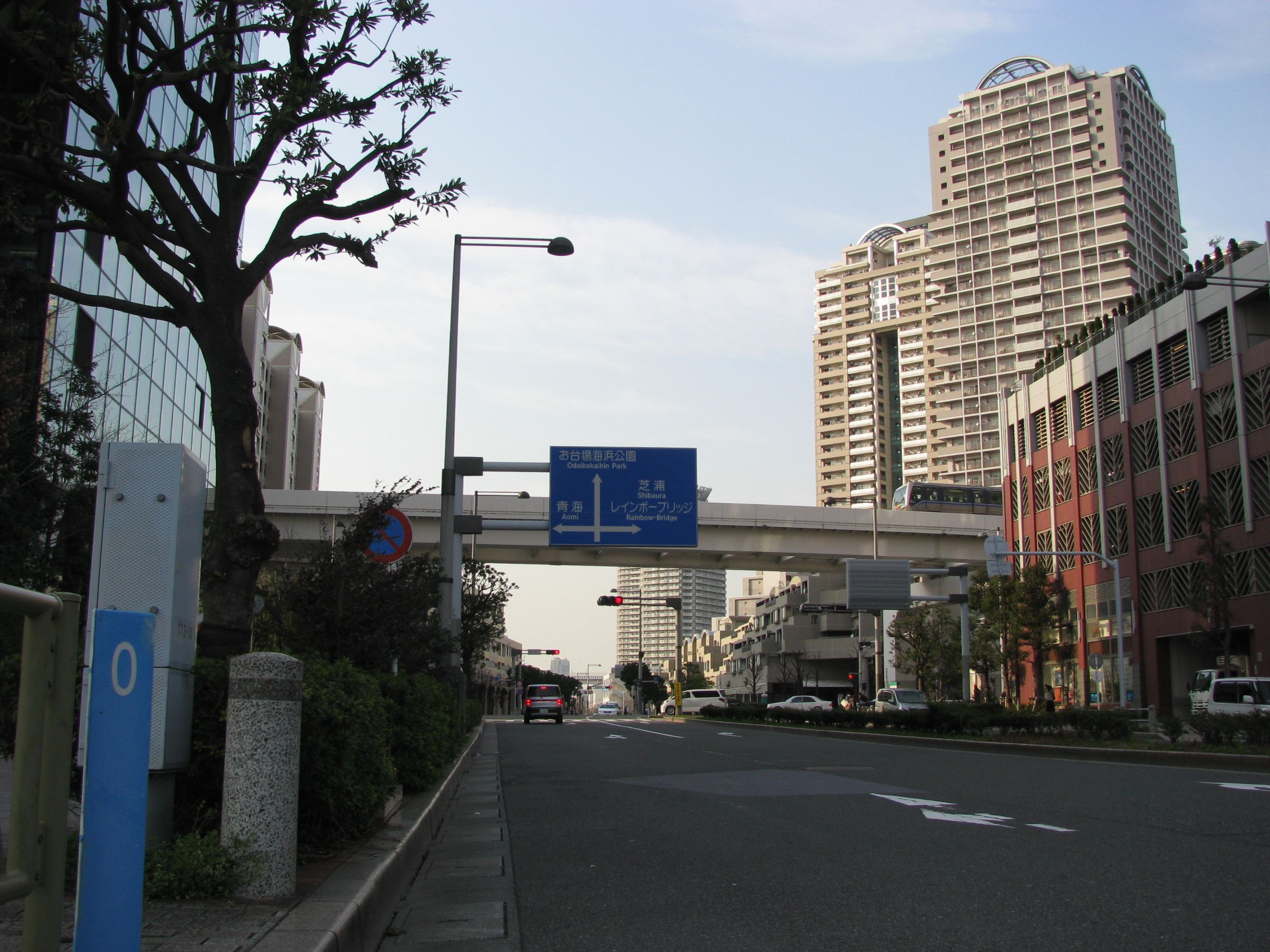
아리아케 니시 교차로 부근 (2012년 3월)

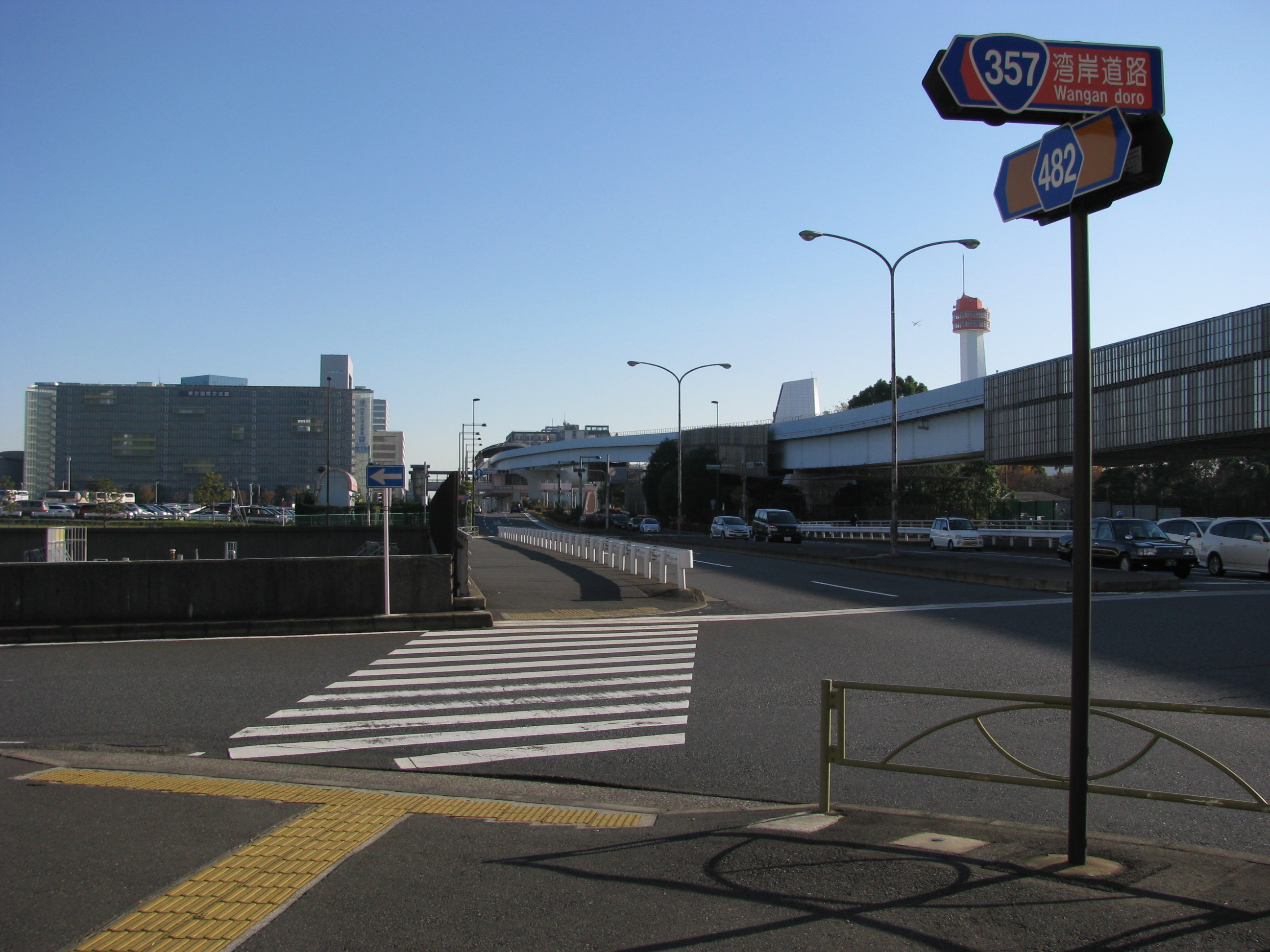
시오카제 공원 기타 교차로 인근 (2011년 12월)

482번 도쿄도도(일본어: 東京都道482号台場青海線→도쿄도도 482호 다이바-아오미선)은 도쿄도 미나토구에서 고토구까지 연결되는 특례도로다. 거의 전 구간 대부분에 걸쳐 유리카모메와 같은 경로로 통과한다.

## 노선 정보
- 총 연장: 2.6 km
- 실제 연장: 2.6 km
- 기점: 도쿄도 미나토구 다이바 2초메 (아리아케 교 니시 교차로 = 357번 국도와 교차)
- 종점: 도쿄도 고토구 아오미 2초메 (텔레컴 센터 앞 교차로 = 임항 도로 아오미 종관선과 교차)

## 노선 개황
- 통칭: 별도로 존재하지 않음.
- 교통량: 다음과 같음.
  - 24시간 자동차 차종별 통행량: 고토구 아오미 1-1번지 기준 하루 5,348대

## 지리

### 통과하는 지자체
- 도쿄도
  - 미나토구 - 고토구

### 교차하는 도로
- 일반 국도: 357번 국도